# بوبروفيتسيا
بوبروفيتسيا (Бобровиця) هي مدينة في مقاطعة تشيرنيهيفسكا في أوكرانيا.